# Robinson Ekspeditionen 2006
Robinson Ekspeditionen 2006 var den 9. udgave af af det danske realityshow Robinson Ekspeditionen og blev sendt på dansk TV3. Sæsonen havde premiere i dansk tv den 4. september 2006 og blev vist frem til den 21. november samme år og blev optaget i sommeren 2006 i Malaysia. Det vigtigste twist i denne sæson var, at hver deltager var en kendt atlet i en sport. Sammen med dette twist, ville denne sæsons deltagere ikke blive elimineret ved udstemning i øråd, men af resultatet af dueller mellem to deltagere fra samme stamme, med flest stemmer på sig. Diego Tur blev vinder af dette års Robinson.

## Deltagere

### Hold Syd
- Denise Dupont
- Diego Tur
- Lars Christensen
- Maria Pilgaard
- Merete Pedersen
- Rene Minkwitz
- Tanja Fogtmann
- Thomas Steen

### Hold Nord
- Anja Bolbjerg
- Charlotte Krøyer
- Helene Elmer
- Johnny Bredahl
- Michael Smidt
- Nicole Sydbøge
- Søren Lilholt
- Thor Nielsen